# 5324 Lyapunov
5324 Lyapunov este o planetă minoră (asteroid) din Asteroid Amor. A fost descoperită pe 22 septembrie 1987 la Observatorul Astrofizic din Crimeea⁠(d) de Lyudmila Karachkina⁠(d) și a fost numită după Alexandr Liapunov. 
Obiectul prezintă o orbită caracterizată de o semiaxă mare de 2,9861841 UAi, o excentricitate de 0,6122, o înclinație de 19,60039 ° în raport cu ecliptica.